# Josef Svozil (agrárník)
Josef Svozil (8. prosince 1847 Cholina – 1. července 1931 Litovel), byl rakouský a český politik české národnosti. Na přelomu 19. a 20. století byl poslancem Říšské rady.

## Biografie
Roku 1868, když mu tragicky zemřel otec, zanechal studia medicíny a převzal rodinný statek v Seničce. V období let 1879–1885 byl starostou obce. Profesí byl rolníkem. Působil jako politik a novinář. Redigoval rolnické časopisy na Hané. V letech 1898–1903 působil coby vydavatel a šéfredaktor Selských listů v Olomouci, v období let 1903–1924 Selské stráže v Litovli.
Roku 1893 byl zakladatelem rolnického akciového pivovaru v Litovli. Náležel mezi hlavní propagátory myšlenky ustavit v Litovli pivovar ovládaný etnicky českým kapitálem. Zastával tehdy funkci v Okresním hospodářském spolku. 1. února 1892 vznikla akciová společnost. Většinu akcií koupili čeští rolníci. Koncem října 1893 se začalo s výrobou piva a 12. listopadu 1893 byl podnik slavnostně otevřen. Svozil patří mezi zakladatele pěstování chmele na Litovelsku. Roku 1897 zakládal v Litovli Hospodářské družstvo.
V roce 1885 se stal poslancem Moravského zemského sněmu a tento mandát pak zastával po několik funkčních období. Naposledy sem byl zvolen v zemských volbách roku 1902 (za kurii venkovských obcí, obvod Litovel, Konice).
Na konci 19. století se zapojil i do celostátní politiky. Ve volbách do Říšské rady roku 1891 byl zvolen do Říšské rady (celostátní zákonodárný sbor) za kurii venkovských obcí, obvod Moravská Třebová, Zábřeh atd. Mandát obhájil za týž obvod i ve volbách do Říšské rady roku 1897 a volbách do Říšské rady roku 1901. K roku 1897 se profesně uvádí jako majitel nemovitostí z obce Senička.

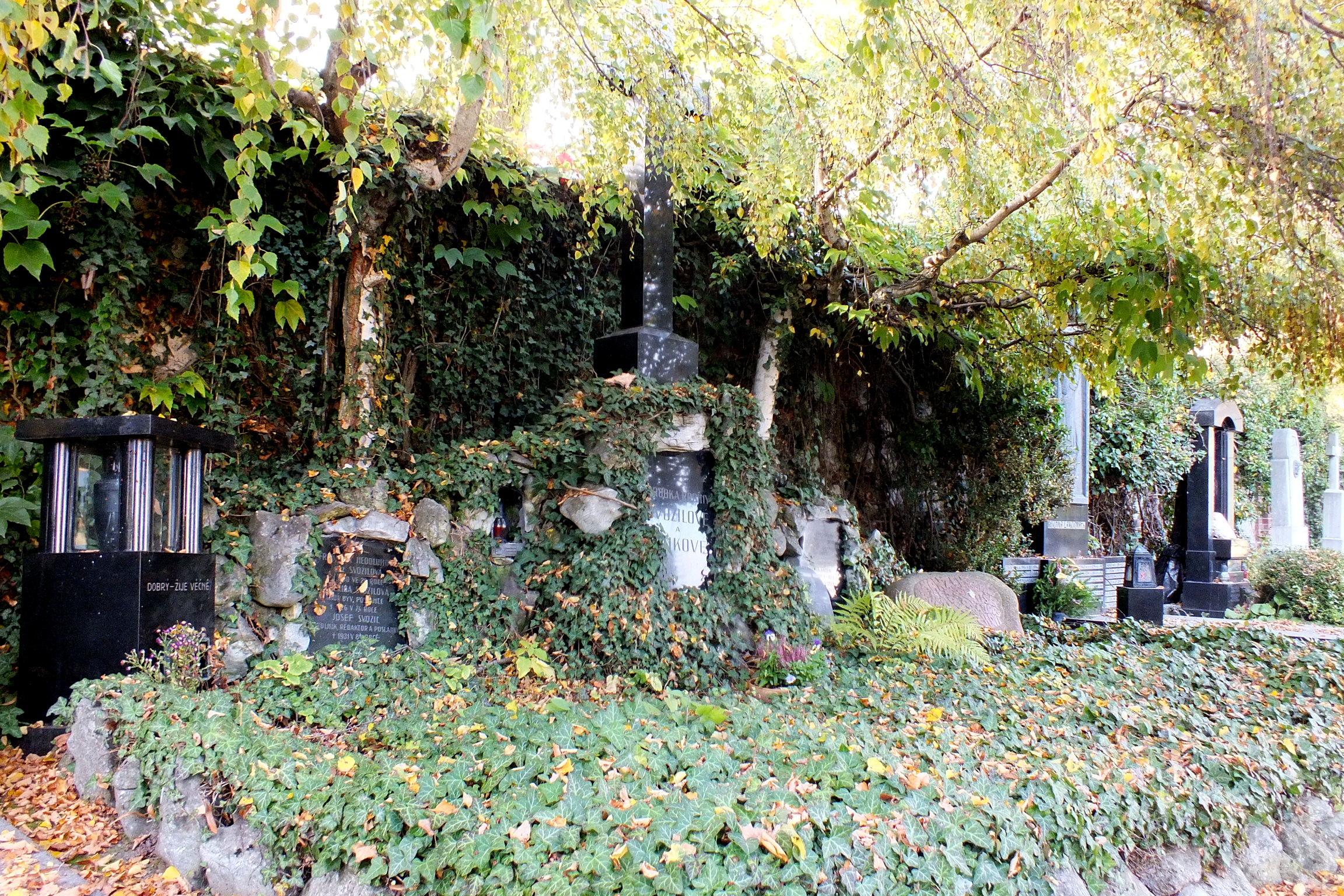
Hrob Josefa Svozila v Litovli

Do roku 1894 byl členem Lidové strany na Moravě (moravské křídlo mladočechů). Toho roku ale ze strany odešel kvůli rozporům ohledně politické taktiky. Národní politika to zdůvodnila tím, že nesouhlasil totiž s návrhem Lidové strany podaným na zasedání Moravského zemského sněmu, aby byl zrušen výjimečný stav v Čechách. Považoval tento návrh za nelogický a nerealistický. Později patřil k Moravské národní straně (moravské křídlo staročeské strany), ale roku 1905 přešel do agrární strany. Patřil mezi zakladatele a předáky agrární strany na Moravě.
Zemřel v červenci 1931.
Jeho syn Cyril Svozil (1886–1935) byl prostějovským advokátem a politikem, v meziválečném Československu zasedal krátce v parlamentu. Vnučka Herma Svozilová-Johnová (1914–2009) byla spisovatelka a básnířka.